# 492
سنة 492 م (بالأرقام الرومانية: CDXCII) كانت سنة كبيسة تبدأ يوم الأربعاء (الرابط يظهر نموذج الجدول الزمني الكامل للسنة) من التقويم اليولياني. بدأت تسمية السنة ب492 منذ العصور الوسطى المبكرة، عندما أصبح تقويم أنو دوميني هو الأسلوب السائد في أوروبا لتسمية السنوات.

## أحداث
- بداية الحرب الإيساورية في 492 والتي انتهت في 497.

## وفيات
- فليكس الثالث